# B1A4
I B1A4 (비원에이포?) sono un gruppo musicale sudcoreano formatosi a Seul nel 2011, sotto contratto con la WM Entertainment.

## Discografia

### Album in studio
in coreano
- 2012 - Ignition
- 2014 - Who Am I
- 2016 - Good Timing
- 2020 - Origine

in giapponese
- 2012 - 1
- 2014 - 2
- 2016 - 3
- 2017 - 4
- 2018 - 5

### Raccolte
- 2012 - Let's Fly / It B1A4
- 2012 - Super Hits -Asian Edition-
- 2015 - Miracle Radio-2.5 kHz
- 2017 - B1A4 Fan Hits Korea

### EP
in coreano
- 2011 - Let's Fly
- 2011 - It B1A4
- 2012 - In the Wind
- 2013 - What's Happening?
- 2014 - Solo Day
- 2015 - Sweet Girl
- 2017 - Rollin'

## Formazione

### Formazione attuale
- CNU (신우), nato Shin Dong-woo (신동우; 16 giugno 1991) voice, rapper
- Sandeul (산들), nato Lee Jung-hwan (이 정환; 20 marzo 1992) main voice
- Gongchan (공찬), nato Gong Chan-shik (공찬식; 14 agosto 1993) voice, maknae

### Ex componenti
- Jung Jin-young (정진영; 18 novembre 1991) leader,  voice
- Baro (바로), nato Cha Sun-woo (차선우; 5 settembre 1992) main rapper